# Trémont (Maine-et-Loire)
Pour les articles homonymes, voir Trémont.
Trémont est une ancienne commune française située dans le département de Maine-et-Loire, en région Pays de la Loire, devenue le 1er janvier 2016, une commune déléguée de la commune nouvelle de Lys-Haut-Layon.
Elle se situe dans le Vihiersois, à quelques kilomètres de la ville de Vihiers, dans l'appellation viticole du Coteaux-du-Layon (AOC).

## Géographie

### Localisation
Commune angevine du sud Layon, située dans les Mauges, ce territoire rural de l’ouest de la France se trouve à quelques kilomètres à l'est de Vihiers. Son territoire est essentiellement rural. Pays de bocage, le Vihiersois se situe dans un triangle entre Angers, Cholet et Saumur.
Trémont (49) se trouve à 14 km de Doué-la-Fontaine, à 30 km de Saumur (RN 160) et à 36 km d'Angers.

### Communes limitrophes
Les communes les plus proches sont La Fosse-de-Tigné (3 km), Cernusson (3 km), Tancoigné (4 km), Tigné (5 km), Montilliers (5 km), Les Cerqueux-sous-Passavant (6 km), Aubigné-sur-Layon (6 km), Vihiers (7 km), Passavant-sur-Layon (7 km) et Saint-Georges-sur-Layon (7 km).

### Géologie et relief
À quelques kilomètres au nord et à l'est du Vihiersois se trouve la vallée du Layon, qui marque la transition entre les Mauges et le Saumurois. Le sud de l'Anjou comporte à l'est des terrains secondaires et tertiaires (Saumurois) et à l'ouest des terrains primaires (Mauges). Dans ces derniers, on trouve un pays de bocage sur des terrains de schistes et de granites.
Trémont se situe sur les unités paysagères du Couloir du Layon et du Plateau des Mauges.
L'altitude de la commune varie de 65 à 116 mètres, pour une altitude moyenne de 74 mètres. Son territoire s'étend sur plus de 8 km2 (810 hectares). Le bourg est situé sur des coteaux qui dominent les vallées du Livier et du Lucet.

### Hydrographie
Plusieurs cours d'eau traversent la commune : le Livier, la Lande et le Lucet.

### Climat
Son climat est tempéré, de type océanique. Le climat angevin est particulièrement doux, de par sa situation entre les influences océaniques et continentales. Généralement les hivers sont pluvieux, les gelées rares et les étés ensoleillés.

## Urbanisme
Morphologie urbaine : le village s'inscrit dans un territoire essentiellement rural.
En 2013, on trouvait 181 logements à Trémont, dont 88 % étaient des résidences principales, pour une moyenne dans le département de 90 %, et dont 81 % des ménages en étaient propriétaires.

## Toponymie
Formes anciennes du nom : Ecclesia de Tremunt en 1122, Prioratus de Tremonz en 1276, Tresmont en 1514, Tresmons en 1528, Tresmont en 1566 et jusqu'au XVIIIe siècle, Tremont en 1793, Tremont en 1801, pour devenir ensuite Trémont au XIXe siècle.
À noter que plusieurs communes portent le nom de « Trémont », dont Trémont (Orne).
Nom des habitants (gentilé) : Les Trémontais.

## Histoire

### Moyen Âge
Du XIe au XIIIe siècle le fief dépend de la terre de Passavant, pour appartenir ensuite à la baronnie de Vézins, puis aux seigneurs de Loué.

### Ancien Régime
À la veille de la Révolution française, une partie du Vihiersois dépend de la sénéchaussée d'Angers (La Salle-de-Vihiers, Vihiers, Coron) et une autre de la sénéchaussée de Saumur (Tigné, Cernusson, Les Cerqueux, Saint-Paul-du-Bois, La Plaine).

### Époque contemporaine
À la réorganisation administrative qui suit la Révolution, Trémont est rattachée au canton de Nueil et au district de Vihiers, puis en 1800 au canton de Vihiers et à l'arrondissement de Saumur.
Comme dans le reste de la région, à la fin du XVIIIe siècle se déroule la guerre de Vendée, qui marquera de son empreinte la région.
En 2015 un projet de regroupement voit le jour au sein de la communauté de communes du Vihiersois-Haut-Layon. Le 2 juillet, le conseil municipal de Trémont vote en faveur de la création d'une commune nouvelle au niveau de l'intercommunalité. N'ayant pas obtenu la totale adhésion des communes de l'intercommunalité, les conseils municipaux des Cerqueux-sous-Passavant, La Fosse-de-Tigné, Nueil-sur-Layon, Tigné, Trémont et Vihiers valident à nouveau en septembre le projet d'une commune nouvelle baptisée Lys-Haut-Layon, dont la création est officialisée par arrêté préfectoral du 5 octobre 2015, abrogé et remplacé par celui du 21 décembre.

## Politique et administration

### Administration municipale

#### Administration actuelle
Depuis le 1er janvier 2016 Trémont constitue une commune déléguée au sein de la commune nouvelle de Lys-Haut-Layon et dispose d'un maire délégué.
| Période                                  | Période  | Identité          | Étiquette | Qualité |
| ---------------------------------------- | -------- | ----------------- | --------- | ------- |
| janvier 2016                             | en cours | Daniel Frappreau, |           |         |
| Les données manquantes sont à compléter. |          |                   |           |         |

#### Administration ancienne
La commune est créée à la Révolution, Tremont puis Trémont. Le conseil municipal est composé de 11 élus.
| Période                                  | Période       | Identité           | Étiquette | Qualité |
| ---------------------------------------- | ------------- | ------------------ | --------- | ------- |
| avant 1995                               | ?             | Joseph-René Lefort | DVD       |         |
| après 2002                               | décembre 2015 | Daniel Frappreau   |           |         |
| Les données manquantes sont à compléter. |               |                    |           |         |

### Ancienne situation administrative

#### Intercommunalité
Trémont est intégrée à la communauté de communes Vihiersois-Haut-Layon, qui regroupe douze communes, dont La Fosse-de-Tigné, Tancoigné, Cernusson et Montilliers. Cette structure intercommunale est un établissement public de coopération intercommunale (EPCI) qui a pour vocation de réunir les moyens de plusieurs communes, notamment dans le domaine du tourisme.
La communauté de communes est membre du pays de Loire en Layon, structure administrative d'aménagement du territoire.

#### Autres circonscriptions
Jusqu'en 2014, la commune fait partie du canton de Vihiers et de l'arrondissement de Saumur. Le canton de Vihiers compte alors dix-sept communes. C'est l'un des quarante-et-un cantons que compte le département ; circonscriptions électorales servant à l'élection des conseillers généraux, membres du conseil général du département. Dans le cadre de la réforme territoriale, un nouveau découpage territorial pour le département de Maine-et-Loire est défini par le décret du 26 février 2014. Le canton de Vihiers disparait et la commune est rattachée au canton de Cholet-2, avec une entrée en vigueur au renouvellement des assemblées départementales de 2015.
La commune se trouve sur la quatrième circonscription de Maine-et-Loire, composée de six cantons dont Vihiers et Montreuil-Bellay.

## Population et société

### Évolution démographique
L'évolution du nombre d'habitants est connue à travers les recensements de la population effectués dans la commune depuis 1793. À partir du 1er janvier 2009, les populations légales des communes sont publiées annuellement dans le cadre d'un recensement qui repose désormais sur une collecte d'information annuelle, concernant successivement tous les territoires communaux au cours d'une période de cinq ans. 
Pour les communes de moins de 10 000 habitants, une enquête de recensement portant sur toute la population est réalisée tous les cinq ans, les populations légales des années intermédiaires étant quant à elles estimées par interpolation ou extrapolation. Pour la commune, le premier recensement exhaustif entrant dans le cadre du nouveau dispositif a été réalisé en 2008,.
En 2013, la commune comptait 387 habitants, en évolution de −1,02 % par rapport à 2008 (Maine-et-Loire : +3,3 %, France hors Mayotte : +2,49 %).
| 1793 | 1800 | 1806 | 1821 | 1831 | 1836 | 1841 | 1846 | 1851 |
| ---- | ---- | ---- | ---- | ---- | ---- | ---- | ---- | ---- |
| 615  | 482  | 479  | 513  | 470  | 530  | 552  | 568  | 612  |

| 1856 | 1861 | 1866 | 1872 | 1876 | 1881 | 1886 | 1891 | 1896 |
| ---- | ---- | ---- | ---- | ---- | ---- | ---- | ---- | ---- |
| 611  | 564  | 590  | 545  | 558  | 569  | 532  | 535  | 502  |

| 1901 | 1906 | 1911 | 1921 | 1926 | 1931 | 1936 | 1946 | 1954 |
| ---- | ---- | ---- | ---- | ---- | ---- | ---- | ---- | ---- |
| 502  | 531  | 466  | 389  | 384  | 376  | 403  | 395  | 387  |

| 1962 | 1968 | 1975 | 1982 | 1990 | 1999 | 2008 | 2013 | - |
| ---- | ---- | ---- | ---- | ---- | ---- | ---- | ---- | - |
| 397  | 403  | 376  | 346  | 338  | 350  | 391  | 387  | - |

### Pyramide des âges
La population de la commune est relativement jeune. Le taux de personnes d'un âge supérieur à 60 ans (20,7 %) est en effet inférieur au taux national (21,6 %) et au taux départemental (21 %). Contrairement aux répartitions nationale et départementale, la population masculine de la commune est supérieure à la population féminine (52,4 % contre 48,4 % au niveau national et 48,6 % au niveau départemental).
| Hommes | Classe d’âge | Femmes |
| ------ | ------------ | ------ |
| 0,5    | 90 ans ou +  | 0,0    |
| 10,2   | 75 à 89 ans  | 5,4    |
| 8,8    | 60 à 74 ans  | 16,7   |
| 18,5   | 45 à 59 ans  | 16,7   |
| 22,4   | 30 à 44 ans  | 22,0   |
| 17,6   | 15 à 29 ans  | 15,6   |
| 22,0   | 0 à 14 ans   | 23,7   |

| Hommes | Classe d’âge | Femmes |
| ------ | ------------ | ------ |
| 0,4    | 90 ans ou +  | 1,2    |
| 6,3    | 75 à 89 ans  | 9,2    |
| 11,8   | 60 à 74 ans  | 13,0   |
| 19,9   | 45 à 59 ans  | 19,4   |
| 20,6   | 30 à 44 ans  | 19,5   |
| 20,3   | 15 à 29 ans  | 19,1   |
| 20,6   | 0 à 14 ans   | 18,6   |

### Vie locale
Services publics présents sur le territoire de la commune : Mairie, école maternelle et primaire. Les autres services publics sont présents à Vihiers, ainsi que les structures sociales (ADMR du Vihiersois…) et culturelles (école de musique intercommunale…).
La plupart des structures de santé se situent également à Vihiers, tel l'hôpital local ou le centre de secours.
Le ramassage des déchets est géré par le syndicat mixte intercommunal pour le traitement des ordures ménagères et des déchets, le Smitom du Sud Saumurois, qui se trouve à Doué-la-Fontaine.
On trouve dans la commune un plan d'eau, l'aire de loisirs du Moulin d'eau, avec espace de pique-nique et pêche autorisée, ainsi qu'un sentier de randonnée de 12 km, le sentier des Trois monts. L'office du tourisme est situé à Vihiers.

## Économie

### Tissu économique
Commune principalement agricole, en 2008, sur les 32 établissements présents sur le territoire de la commune, 50 % relevaient du secteur de l'agriculture. Deux ans plus tard, en 2010, sur 32 établissements présents sur le territoire de la commune, 47 % relevaient du secteur de l'agriculture (pour une moyenne de 17 % sur l'ensemble du département), 3 % du secteur de l'industrie, 19 % du secteur de la construction, 22 % de celui du commerce et des services et 9 % du secteur de l'administration et de la santé.
Sur 38 établissements présents sur le territoire de la commune à fin 2014, 32 % relevaient du secteur de l'agriculture (pour une moyenne de 11 % dans le département), 3 % du secteur de l'industrie, 16 % du secteur de la construction, 42 % de celui du commerce et des services et 8 % du secteur de l'administration et de la santé.
Outre les établissements agricoles, on trouve dans la commune plusieurs activités artisanales (briqueterie, traiteur, etc) ainsi que des structures de restauration.
Une zone d’activités est présente à Vihiers et Montilliers (Anjou Actiparc Vihiersois-Haut-Layon).

### Agriculture
La commune se situe dans la zone d'appellation viticole des Coteaux-du-layon (AOC).

## Culture locale et patrimoine

### Lieux et monuments
Bien que l'on ne trouve pas dans la commune de Trémont (Maine-et-Loire) de bâtiments inscrits Monuments historiques, de nombreux figurent à l'Inventaire général :
- Plusieurs fermes des XVIe, XVIIe et XVIIIe siècles, Inventaire général.
- Plusieurs maisons des XVIe, XVIIe et XVIIIe siècles, Inventaire général.
- Manoir, route de Cernusson, des XVe et XVIIe siècles, Inventaire général.
- Plusieurs moulins des XVIIIe et XIXe siècles, Inventaire général.
- Prieuré de Bénédictins Notre-Dame fondé au XIe siècle, annexe du prieuré de Montilliers au XIVe siècle, aujourd'hui détruit.
Le logis prioral devient presbytère et l'église devient église paroissiale Notre-Dame-et-Saint Fiacre au XVIIe siècle.

Autres lieux :
- Lavoir.

## Pour approfondir